# Kaiserpokal 1936
Der Kaiserpokal 1936 war die sechzehnte Austragung des Kaiserpokals, des höchsten japanischen Fußballpokalwettbewerbs. Sieger des Wettbewerbs waren die Keiō BRB.

## Ergebnisse

### Viertelfinale
|                | Ergebnis |                           |
| -------------- | -------- | ------------------------- |
| Bosung College | 10:10    | Tōhoku-Gakuin-Universität |

### Halbfinale
|                | Ergebnis |                               |
| -------------- | -------- | ----------------------------- |
| Bosung College | 4:2      | Kwansei-Gakuin-Universität    |
| Keiō BRB       | 13:00    | Nagoya Pharmaceutical College |

### Finale
|                | Ergebnis |          |
| -------------- | -------- | -------- |
| Bosung College | 2:3      | Keiō BRB |